# Stevensia trilobata
Stevensia trilobata är en måreväxtart som beskrevs av Attila L. Borhidi. Stevensia trilobata ingår i släktet Stevensia och familjen måreväxter. Inga underarter finns listade i Catalogue of Life.